# Openciv

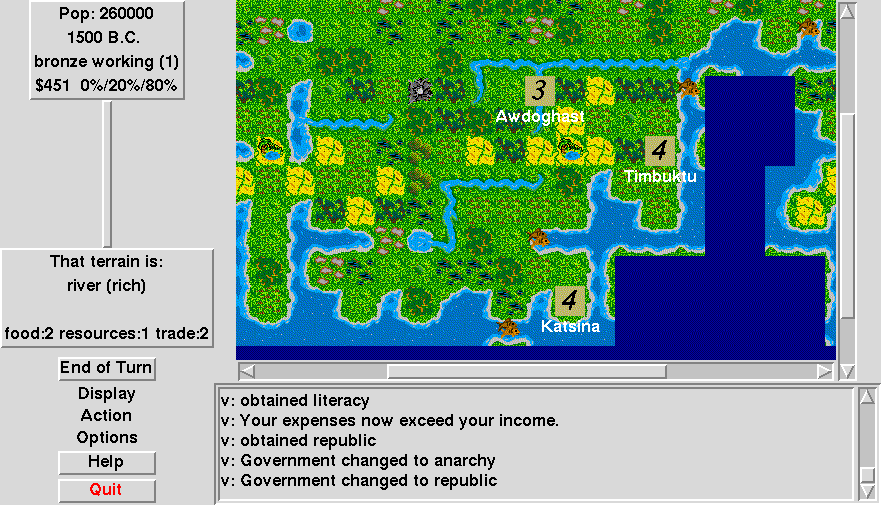
Openciv 0.95

Openciv är en klon av Sid Meiers Civilization från 1991, ett kommersiellt strategidatorspel ursprungligen för DOS. Openciv är fri programvara licensierat under GNU General Public License. Spelet är skrivet i Python och använder sig av Tcl/Tk för sitt grafiska gränssnitt. Utvecklingen av Openciv påbörjades 1995 av Steven Reiz och dess första version, 0.8, släpptes den 27 april 1995. Han övergav projektet några månader senare, efter att ha släppt 0.9 i augusti 1995. Efterhand åtog sig Rob Rendell att implementera fler funktioner som Openciv saknade och släppte den 13 januari 1997 dess sista version, 0.95.
Opencivs ofullkomlighet ledde också till startandet av det mer långlivade och framgångsrika Freeciv-projektet.